# ドア半島

ウィスコンシン州におけるドア半島の位置

アメリカ合衆国内におけるウィスコンシン州の位置

ドア半島（ドアはんとう、Door Peninsula）はアメリカ合衆国ウィスコンシン州東部にある半島で、ミシガン湖からグリーン湾の南部を隔てている。半島は北部のブラウン郡とキウォーニー郡に始まり、北に伸びてドア郡の大半を含む。それはナイアガラ崖線の西の部分にあたる。ドア半島は、サクランボとリンゴの果樹園で有名で、人気の観光地である。1882年のスタージョンベイ運河の完成で、半島の北半分は島になった。
ナイアガラ断崖の一部の石灰岩群は半島の両岸で見られるが、グリーン湾側の方がより大きく人目を引く。砂丘の発達はその他の湖岸線の大部分、特に東側に作られている。岸沿いの植物相は、植物遷移の明らかな証拠を提供している。半島の中部はほとんど平坦で耕地である。半島の北端を超えると島々が連なっていて、最大の島はワシントン島である。部分的に浸水している尾根ははるか北まで伸び、アッパー半島内にあるガーデン半島となっている。
東岸にはIris lacustrisの群生地があり、連邦絶滅危惧種のトンボのSomatochlora hineanaなどが生息している。一帯は2014年にラムサール条約登録地となったが、外来種のヨシの侵入は問題となっている。

## 歴史
考古学的証拠は、半島とその島々にいくつかの異なるインディアンの集団が居住していたことを示している。半島の二つの場所が、1634年に北アメリカを抜けてアジアへ向かう北西水路を探索していたフランス人探検家、ジャン・ニコレの上陸した地点を主張している。現在のグリーンベイの約7マイル北にある、ホースシュー島とレッドバンクスがその場所である。ニコレは、ホ＝チャンク・インディアンをアジア人と間違え、極東アジアに到達したことを信じて祝ったことで、ウィスコンシンの言い伝えで覚えられている。ニコレはずっと以前に、この湖岸沿いに住む人々がウィネバゴ（「くさい水からきた人」という意味）と呼ばれていたことを聞いていて、恐らくこれを「海の人々」と勘違いした。彼は、この名前は彼らがそのかぐわしい塩水の太平洋から来たか、近くに住んでいたことを意味していて、彼らはもし中国から来たのではなくても、中国の人々と直接のつながりがあるだろう、と結論を出した。
半島と郡のドア（Door）という名前は、グリーン湾とミシガン湖の間の海路にちなんでいる。インディアン、初期の探検家、アメリカ船長であれ何であれ、人間はドア半島とワシントン島の間に横たわる、ミシガン湖の他の部分と湾を結ぶこの水路が、危険だということを十分承知していた。この小さな海峡は、今難破船が散乱している。その名はインディアンによって付けられ、フランス語でPorte des Morts、「死の扉（Death's Door)」と翻訳された。